# Leptopeza dorsalis
Leptopeza dorsalis är en tvåvingeart som först beskrevs av Stephens 1829.  Leptopeza dorsalis ingår i släktet Leptopeza och familjen puckeldansflugor. Inga underarter finns listade i Catalogue of Life.